# Pico Maystora

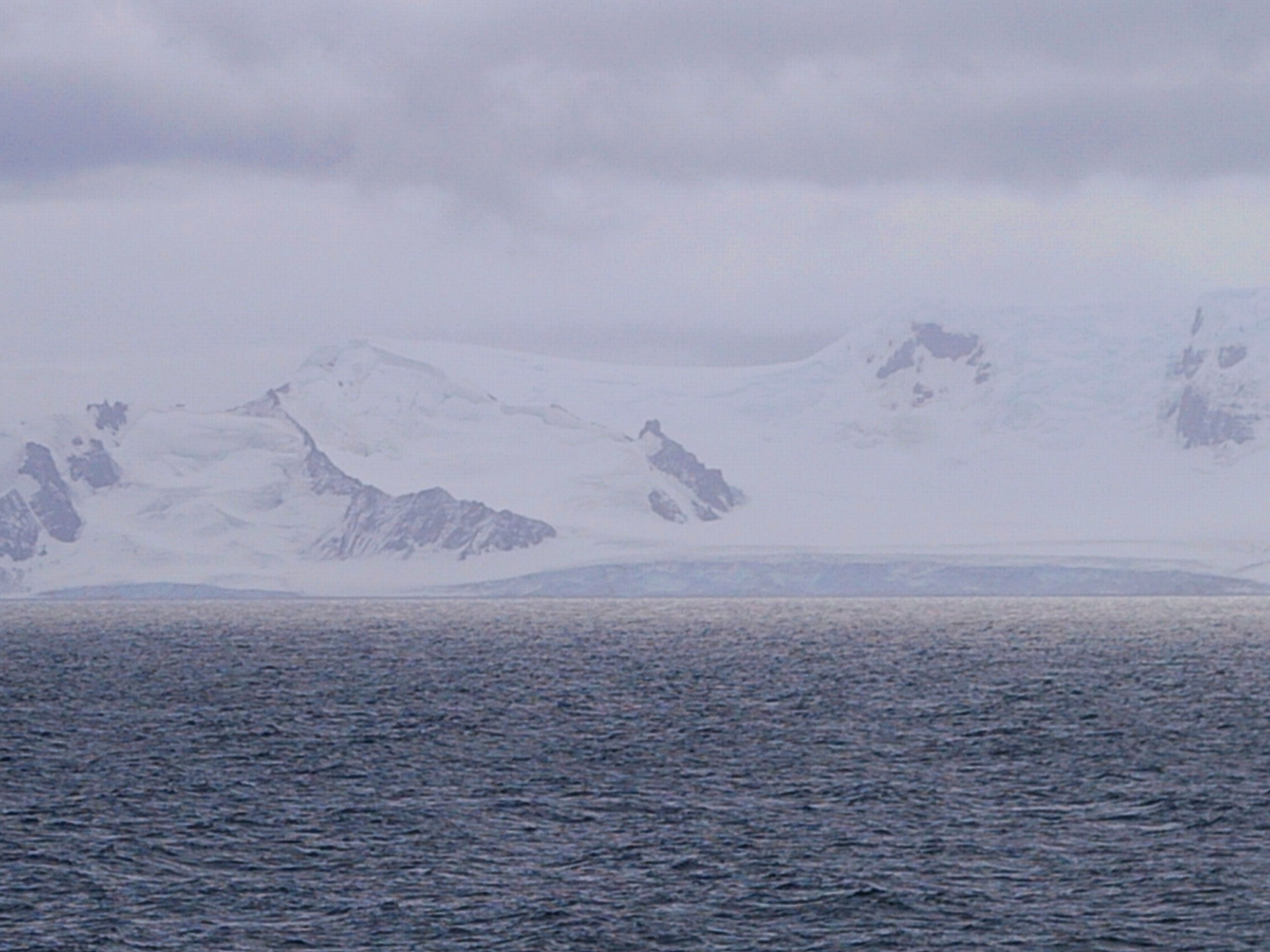
O Pico Maystora em 2006

O Pico Maystora (Vrah Maystora \'vr&h 'may-sto-ra\) é um pico rochoso com 350 metros de altitude, localizado na Ilha Greenwich, na Antártida. Situa-se a 580 metros ao leste do Pico Razgrad, a 940 metros a sul do Pico Ilinden.
Recebe este nome em homenagem ao artista Vladimir Dimitrov.

### Mapas
- L.L. Ivanov et al. Antarctica: Livingston Island and Greenwich Island, South Shetland Islands. Scale 1:100000 topographic map. Sofia: Antarctic Place-names Commission of Bulgaria, 2005.
- L.L. Ivanov. Antarctica: Livingston Island and Greenwich, Robert, Snow and Smith Islands. Scale 1:120000 topographic map.  Troyan: Manfred Wörner Foundation, 2009.  ISBN 978-954-92032-6-4